# Ducato di Ferentillo
Il ducato di Ferentillo fu un piccolo feudo pontificio, incavato nel territorio dello Stato della Chiesa e assegnato alla famiglia Cybo nel 1484. Nato come contea, ebbe una durata di 246 anni.

## Storia

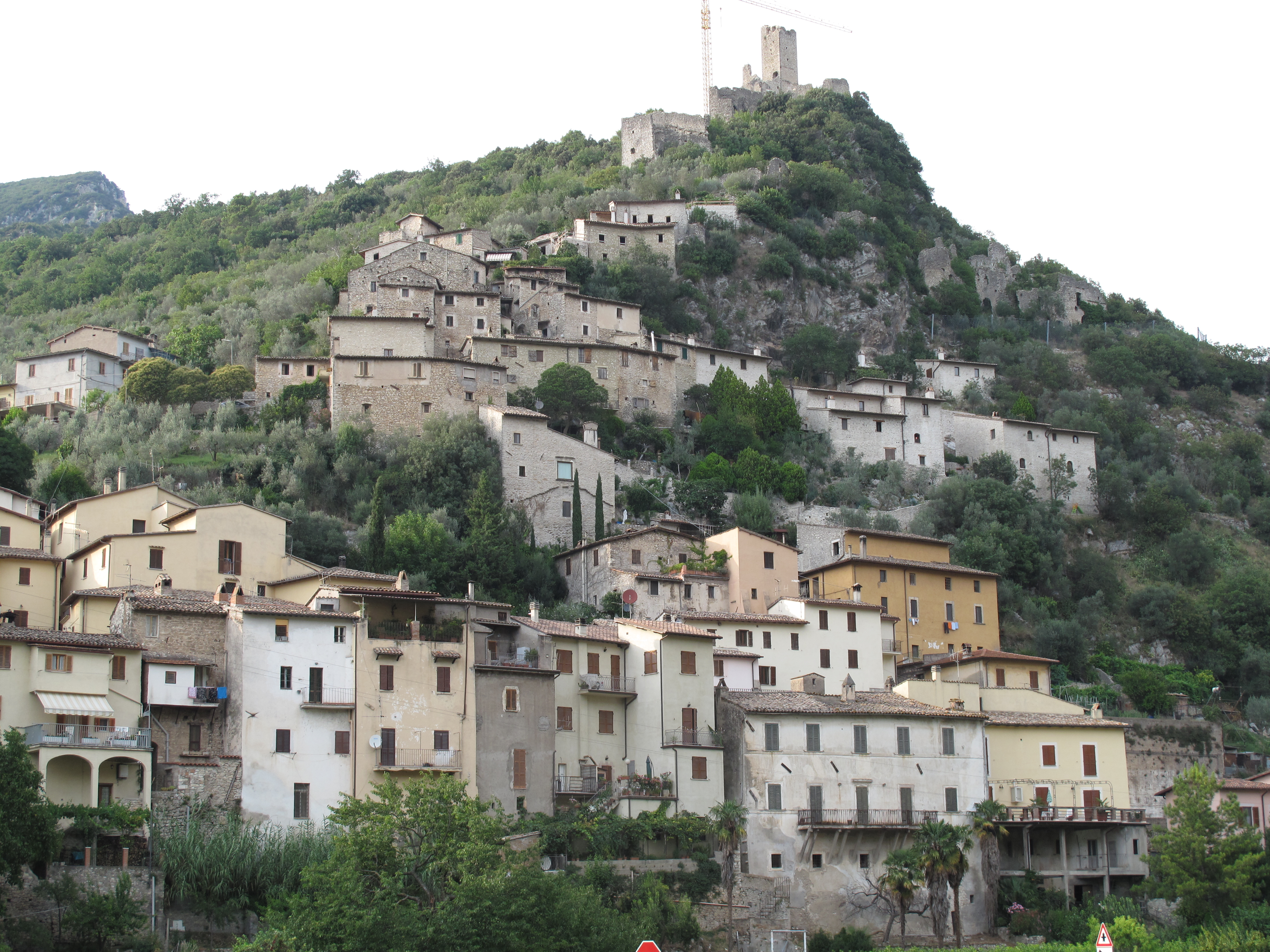
Veduta di Ferentillo

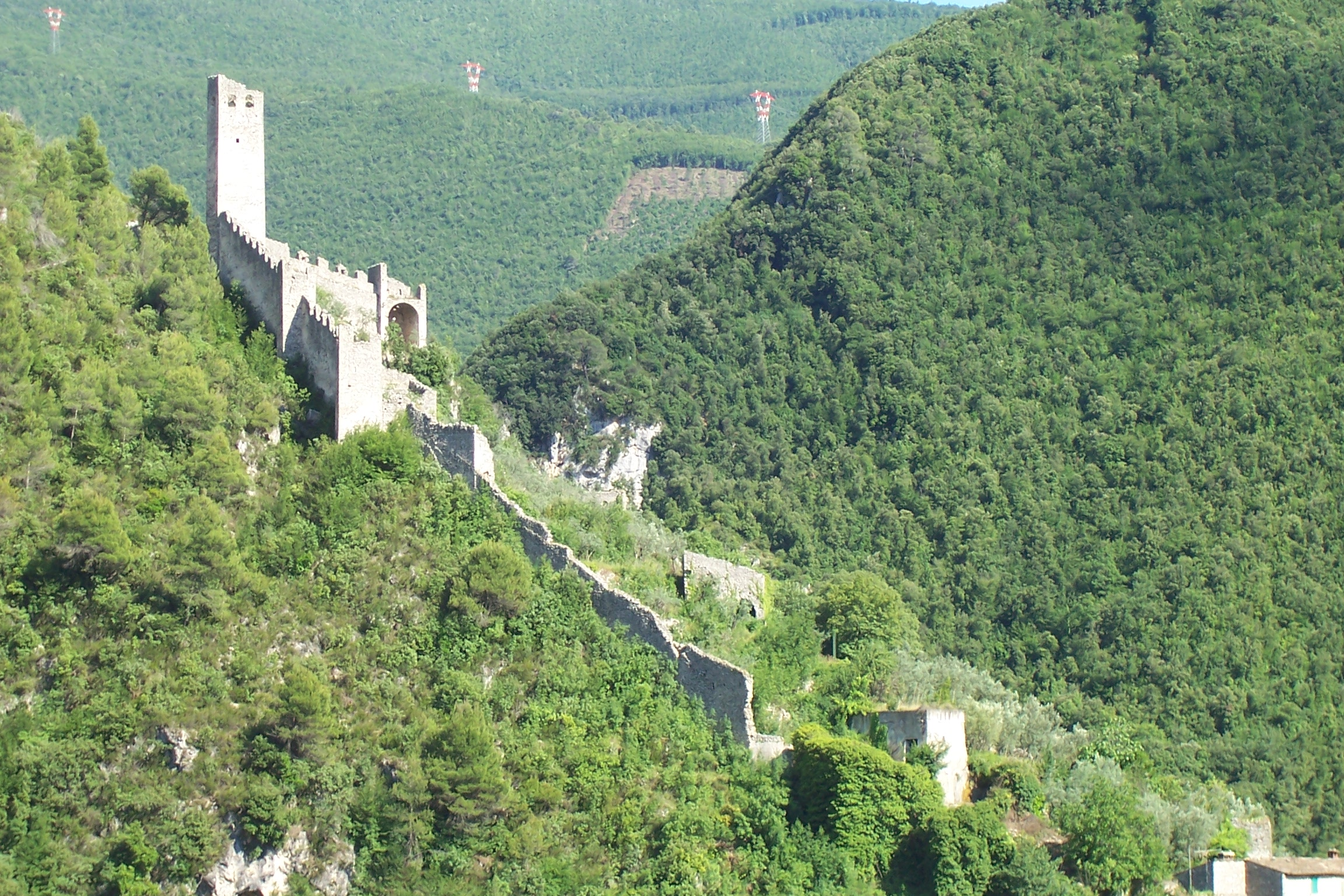
Ferentillo: la rocca di Precetto

Il futuro politico ed artistico del borgo di Ferentillo, sito in zona aspra e montuosa della Valnerina, ma lungo l'antica strada che conduceva a Roma, fu caratterizzato dalle vicende della famiglia Cibo, feudataria degli otto castelli che lo componevano, dal 1484.
Franceschetto Cibo (1450-1519), figlio naturale legittimato di papa Innocenzo VIII, fu da questi investito del piccolo feudo che amministrò soprattutto da Roma, dove ricopriva varie importanti cariche, tra cui quella di capitano generale della Chiesa.
La famiglia Cibo (scritto anche Cybo), discendeva da un Giulio, arrivato dalla Grecia nella penisola italiana nel 580, per stabilirsi definitivamente a Genova. Ma, ad elevare il rango della stirpe, fu l'elezione al soglio pontificio (1484-1492) di Giovanni Battista, già vescovo di Savona, il quale assunse il nome di Innocenzo VIII.
Franceschetto fu nominato anche governatore dell'abbazia di San Pietro in Valle, presso Ferentillo. Sposò Maddalena de' Medici, figlia di Lorenzo il Magnifico e sorella di papa Leone X: tra i suoi figli, Caterina, duchessa reggente di Camerino, il cardinale Innocenzo e Lorenzo, che gli succederà a Ferentillo con il titolo comitale. Questi si unirà in matrimonio con Ricciarda Malaspina, marchesa di Massa: il loro figlio minore, Alberico (peraltro probabilmente nato dall'adulterio della madre con il cognato cardinale), in ottemperanza di una specifica disposizione testamentaria di Ricciarda, assumerà anche il di lei cognome, dopo quello dei Cybo, originando così la nuova dinastia dei Cybo-Malaspina, estinta nel 1790 con la duchessa Maria Teresa.
Lorenzo, famoso per il ritratto che gli fece, nel 1524, il Parmigianino, risiedette sempre lontano dal feudo, a Roma o soprattutto nella sua tenuta di Agnano nei pressi di Pisa, in perenne lite con la moglie per assicurarsi il governo dei suoi stati di Massa e Carrara. Quasi dimenticò la contea in Valnerina, governata da un vicario, se non per imporre ai ferentillesi una quota per offrire un sontuoso dono alla sorella Caterina che vi transitava per raggiungere Camerino, dove avrebbe sposato il duca Giovanni Maria Varano.
La morte del padre Lorenzo nel 1549 e la tragica fine del fratello Giulio l'anno precedente, seguite dalla scomparsa di Ricciarda nel 1553, determinarono la successione in tutti i titoli di famiglia da parte di Alberico I, uomo capace e lungimirante che trovò il tempo anche di pensare a Ferentillo: il 23 luglio 1619 il papa Paolo V gli conferì il titolo di duca.
Il nuovo reggente fece del borgo un'autentica entità territoriale autonoma dallo Stato Pontificio e dall'aggressività dei governanti di Spoleto. Fece costruire nuove chiese e palazzi e dotò il feudo, nel 1573, dello Statutum Status Ferentilli, ripartito in cinque sezioni e rivisitato, nel 1579, dal giureconsulto di Pontremoli Pietro Cavalli, in qualità di commissario generale e suo rappresentante. I vicari di solito risiedevano nell'attuale palazzo Montholon.
Deceduto Alberico I, nel 1623, gli subentreranno altri cinque Cybo-Malaspina che si occuperanno poco di Ferentillo.
Infine, nel 1730, Alderano I prese la decisione di vendere l'avito feudo, per 16 500 scudi d'oro romani, al nobile Niccolò Benedetti di Spoleto, conte di San Michele, da cui nel 1804 lo erediteranno i Gabrielli di Montevecchio di Fano: i loro eredi ancora oggi si fregiano del titolo di duchi di Ferentillo. Nel 1847 Ermanno Gabrielli di Montevecchio vendette alcune parti del ducato (in particolare i castelli di Umbriano e di Precetto) al gentiluomo francese Louis Desirée di Montholon-Semonville (1785-1863), che con breve in data 1º ottobre 1847, fu insignito da papa Pio IX del titolo di principe di Umbriano del Precetto e di conte di San Michele. Nel 1860 i territori dell'ex ducato furono annessi al regno di Sardegna e Ferentillo divenne quindi un comune nell'ordinamento del nuovo regno d'Italia.

## Feudatari Cibo e Cybo-Malaspina di Ferentillo (1484-1730)

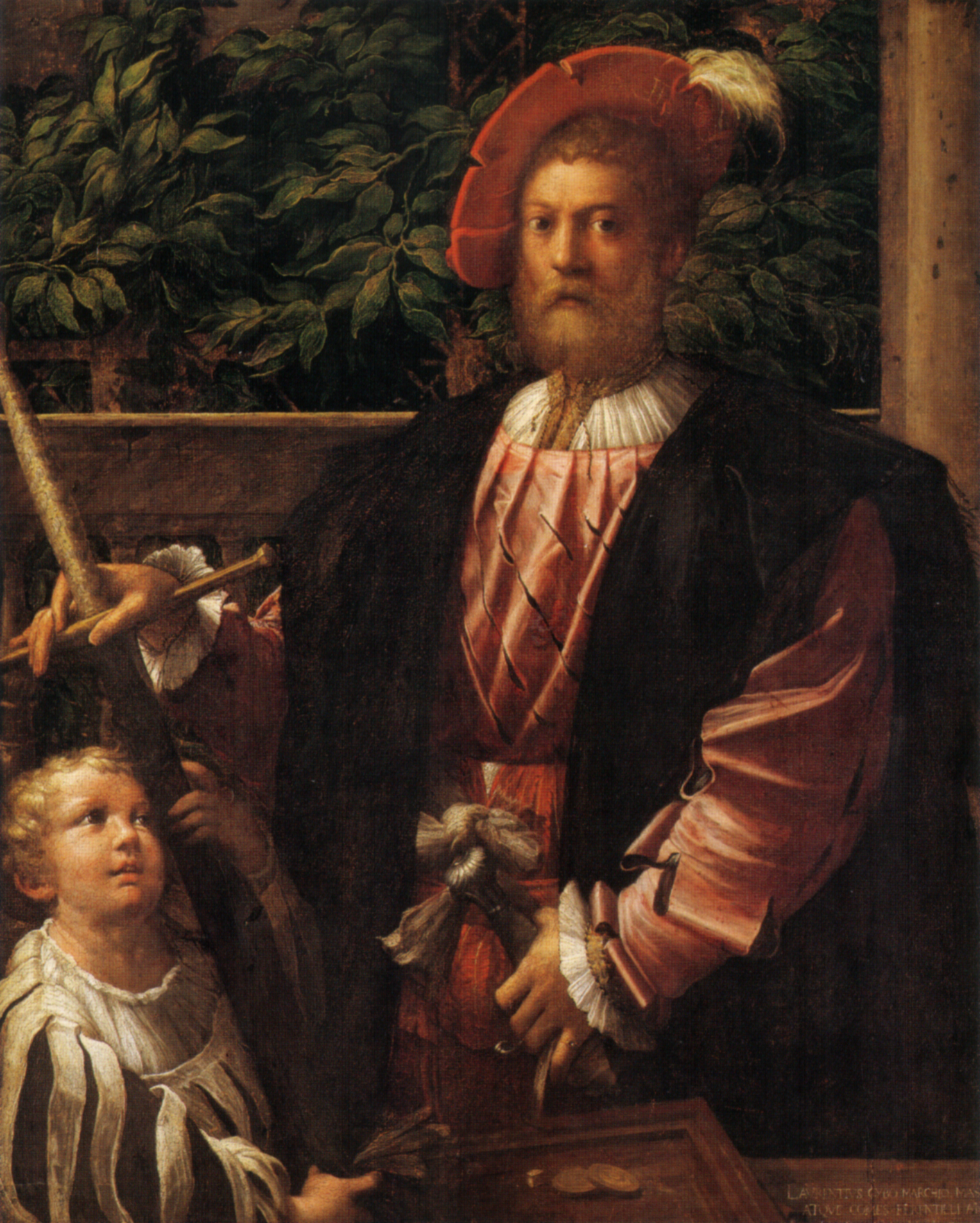
Lorenzo Cybo (Parmigianino)

## Feudatari Cibo e Cybo-Malaspina di Ferentillo (1484-1730)[13]
| N° | Titolo     | Nome                        | Dal       | Al        | Consorte e Note                                   |
| 1  | Conte      | Franceschetto Cibo          | 1484      | 1519      | Maddalena de' Medici                              |
| 2  | Conte      | Lorenzo Cibo                | 1519      | 1549      | Ricciarda Malaspina, marchesa di Massa            |
| 3  | Conte Duca | Alberico I Cybo-Malaspina   | 1549 1619 | 1619 1623 | Elisabetta della Rovere, Isabella di Capua        |
| 4  | Duca       | Carlo I Cybo-Malaspina      | 1623      | 1662      | Brigida Spinola                                   |
| 5  | Duca       | Alberico II Cybo-Malaspina  | 1662      | 1690      | Fulvia Pico della Mirandola                       |
| 6  | Duca       | Carlo II Cybo-Malaspina     | 1690      | 1710      | Teresa Pamphili                                   |
| 7  | Duca       | Alberico III Cybo-Malaspina | 1710      | 1715      | Nicoletta Clotilde Grillo                         |
| 8  | Duca       | Alderano I Cybo-Malaspina   | 1715      | 1730      | Ricciarda Gonzaga di Novellara; vendette il feudo |